# Xup del Bou
El Xup del Bou és una obra de Taradell (Osona) inclosa a l'Inventari del Patrimoni Arquitectònic de Catalunya.

## Descripció
Xup, petita construcció adossada al pendent del terreny, consta d'un pou excavat a la roca amb una profunditat de dos metres, fàcilment accessibles a través d'unes escales interiors excavades a la roca. Els murs externs formats per lleves de pedra basta unida amb calç, tenen una estructura d'angle recte (SW) i a la part oposada el mus es tanca en punt rodó. El portal s'obre cap a la part de ponent. L'edificació, de més alçària en aquest indret, es coberta amb cinc grans lloses de pedra amb unes dimensions aproximades de 4x1'5x20cm de gruix.
Està situat a uns 200 metres de la casa prop de la bassa, dins el recinte de l'antic hort.
L'estat de conservació es bo.

## Història
Es una construcció primitiva que en alguns indrets i per tenir algunes funcions similars se l'anomena "ALJUB", mot clarament de derivació àrab.
Segons els estudis d'A. Griera es un lloc on posaven els glans per a conservar-les. També podia ser un pou amb aigua, que no es renovava, i que generalment estava tapat. Els informants ens diuen que eren pels "aglans".
La seva història va lligada a la del mas "El Bou" que abans de 1325 ja se'l coneixia pel Pujol d'Amunt, a principis del S.XVII passaren a residir-hi uns senyors anomenats Bou que ampliaren i reformaren la casa, no sabem si el xub era d'aquestes dates, possiblement era anterior.